# Cyclosa nodosa
Cyclosa nodosa là một loài nhện trong họ Araneidae.
Loài này thuộc chi Cyclosa. Cyclosa nodosa được Octavius Pickard-Cambridge miêu tả năm 1889.